# Tetramicra schomburgkii
Tetramicra schomburgkii là một loài thực vật có hoa trong họ Lan. Loài này được (Rchb.f.) Rolfe miêu tả khoa học đầu tiên năm 1889.